# Javon Freeman-Liberty
Javon Freeman-Liberty, född 20 oktober 1999 i Good Hope i Illinois, är en amerikansk professionell basketspelare (SG) som spelar för Chicago Bulls i National Basketball Association (NBA). Han har tidigare spelat för Toronto Raptors.
Freeman-Liberty blev aldrig NBA-draftad.
Innan han blev proffs studerade Freeman-Liberty först vid Valparaiso University och spelade för deras idrottsförening Valparaiso Beacons. Han blev senare överförd till DePaul University för spel i DePaul Blue Demons.